# Aguiluchos de Veracruz
Los Aguiluchos de Veracruz fue un equipo que iba a participar en la Liga Veracruzana Estatal de Béisbol con sede en Veracruz, Veracruz, México.

## Historia

### Inicios
Los Aguiluchos era un equipo de reciente creación, que finalmente fue sustituido por los Cañeros del Cocuite.

## Jugadores

### Roster actual
Por definir.

### Jugadores destacados
Por definir.